# Пентапалладийтриплутоний
Пентапалладийтриплутоний — бинарное неорганическое соединение
палладия и плутония
с формулой Pu3Pd5,
кристаллы.

## Получение
- Сплавление стехиометрических количеств чистых веществ:

{\displaystyle {\mathsf {5Pd+3Pu\ {\xrightarrow {950^{o}C}}\ Pu_{3}Pd_{5}}}}

## Физические свойства
Пентапалладийтриплутоний образует кристаллы
ромбической сингонии,
пространственная группа C mcm,
параметры ячейки a = 0,9201 нм, b = 0,7159 нм, c = 0,9771 нм, Z = 4,
структура типа триуранпентагаллия Ga5U3
.
Соединение плавится при температуре 950°С .